# 白沢村 (群馬県)
白沢村（しらさわむら）は、群馬県の北東に位置していた利根郡の村である。
冬にはスキーヤー・スノーボーダーでにぎわう日帰り温泉望郷の湯がある。2005年（平成17年）2月13日に、利根村とともに隣接する沼田市に編入され自治体としての白沢村は廃止された。白沢村のあった地域は沼田市白沢町と名称を改め、地域自治区「白沢町」が設置されたが、2010年3月31日に廃止された。（住所表記に置いての「白沢町」は現存している。）

## 地理
- 山岳: 雨乞山
- 河川: 片品川（利根川支流）
- 湖沼: みさと湖（平出ダム）、栗生湖（栗生ダム）

### 地形
村は河岸段丘のためほぼ二段になっている。片品川が貫く村の南側は、谷となっており、地元では下郷(したごう)と呼ぶ。村の中央より北側は、下郷に対して一段高いため上郷(うわごう)と呼ばれている。主要道路は上郷に国道120号、下郷に県道沼田大間々線が走っていて、それらを行き来するためには急坂を通らなければならない。

### 隣接している自治体
- 沼田市、昭和村、利根村、川場村

## 地名
白沢村内には以下の7つの大字があった。現在は「沼田市白沢町○○」として地名が引き継がれている。
- 高平（たかひら） → 沼田市白沢町高平
- 上古語父（かみここぶ） → 沼田市白沢町上古語父
- 下古語父（しもここぶ） → 沼田市白沢町下古語父
- 生枝（なまえ） → 沼田市白沢町生枝
- 尾合（おあい） → 沼田市白沢町尾合
- 平出（ひらいで） → 沼田市白沢町平出
- 岩室（いわむろ） → 沼田市白沢町岩室

## 歴史

### 沿革

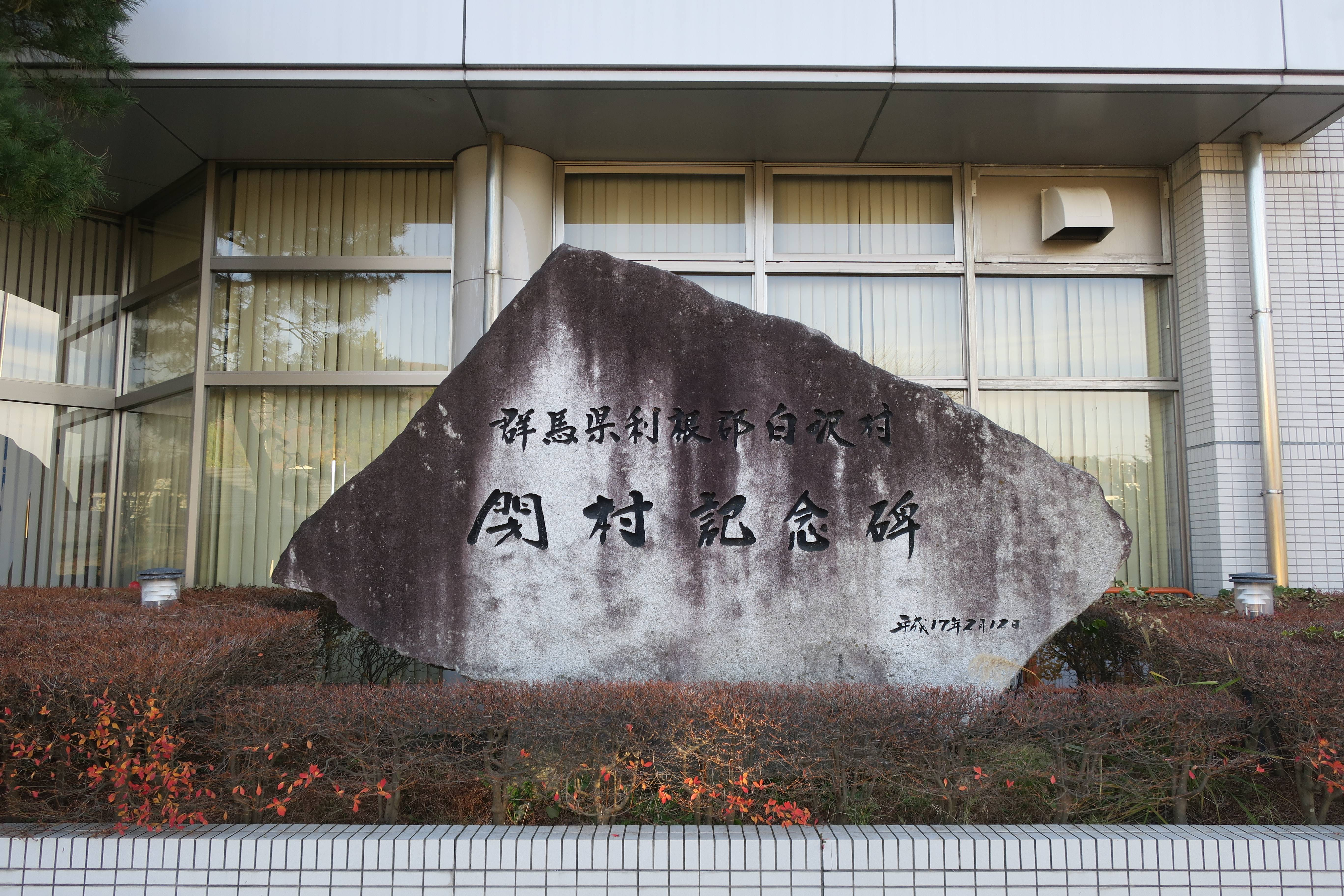
閉村記念碑

- 1889年（明治22年）4月1日 - 町村制施行に伴い、利根郡の高平村・生枝村・岩室村・尾合村・平出村・上古語父村・下古語父村が合併し白沢村が誕生。
- 2005年（平成17年）2月13日 - 白沢村が利根村と共に沼田市に編入。白沢村は廃止。

## 行政
- 根岸恒雄（2002年から）

## 地域

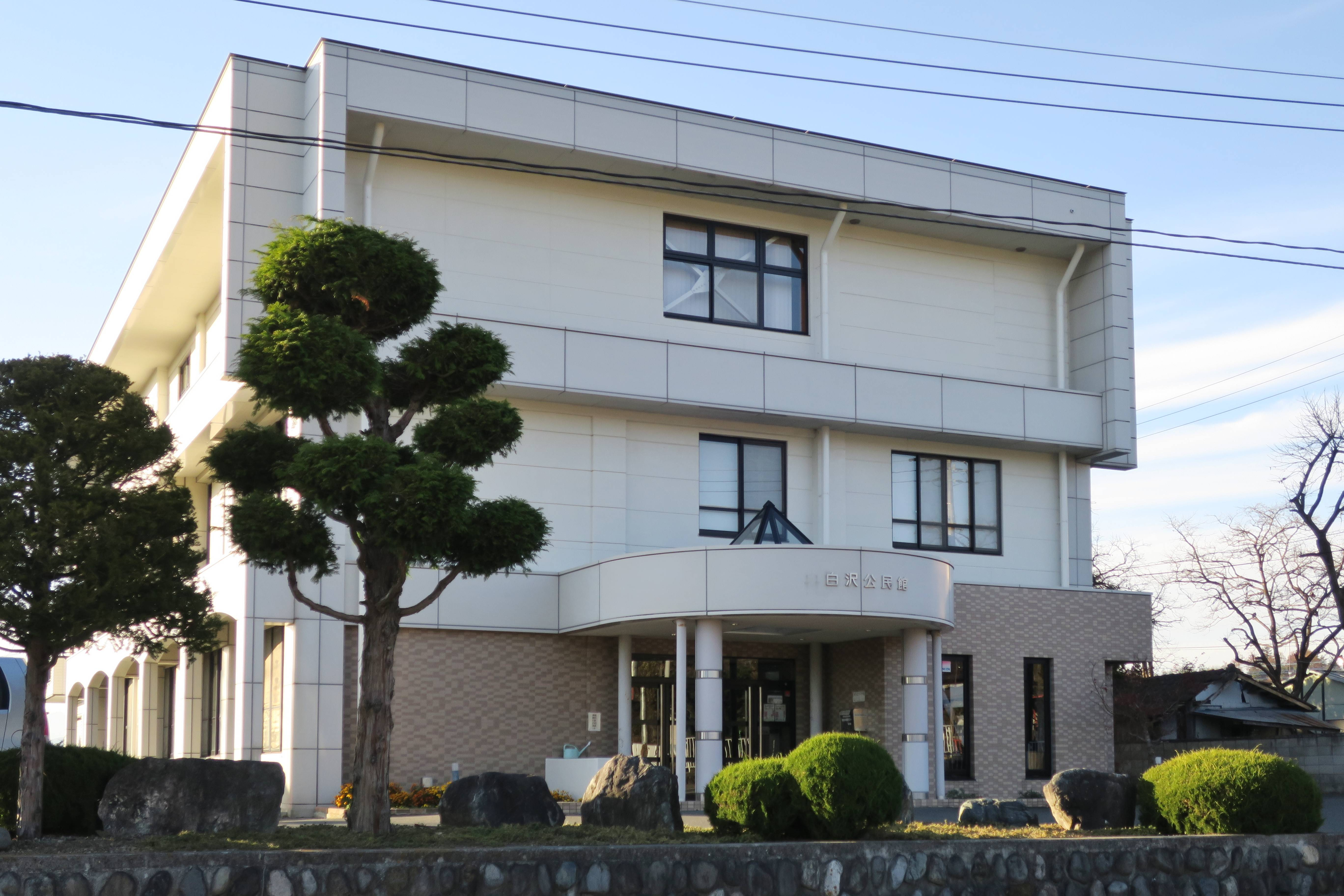
白沢公民館

### 健康
- 平均年齢:68.2歳

### 教育

#### 小・中学校
- 白沢村立白沢小学校（現：沼田市立白沢小学校）
- 白沢村立白沢中学校（現：沼田市立白沢中学校）

#### スポーツ
- スポーツ少年団
  - 少年野球
  - ミニバスケット
  - 少年剣道

## 交通

### 鉄道
村内を鉄道路線は走っていない。鉄道を利用する場合の最寄り駅は、JR東日本上越線沼田駅。

### バス路線
- 沼田駅 - 白沢村 - 鎌田（利根村）など

### 道路
- 一般国道
  - 市町村内を走る一般国道：国道120号
- 都道府県道
  - 市町村内を走る県道：群馬県道62号沼田大間々線

## 名所・旧跡・観光スポット・祭事・催事
- 道の駅白沢（望郷の湯）
- 白佐波神社・うつぶしの森 - 新田義宗終焉の地

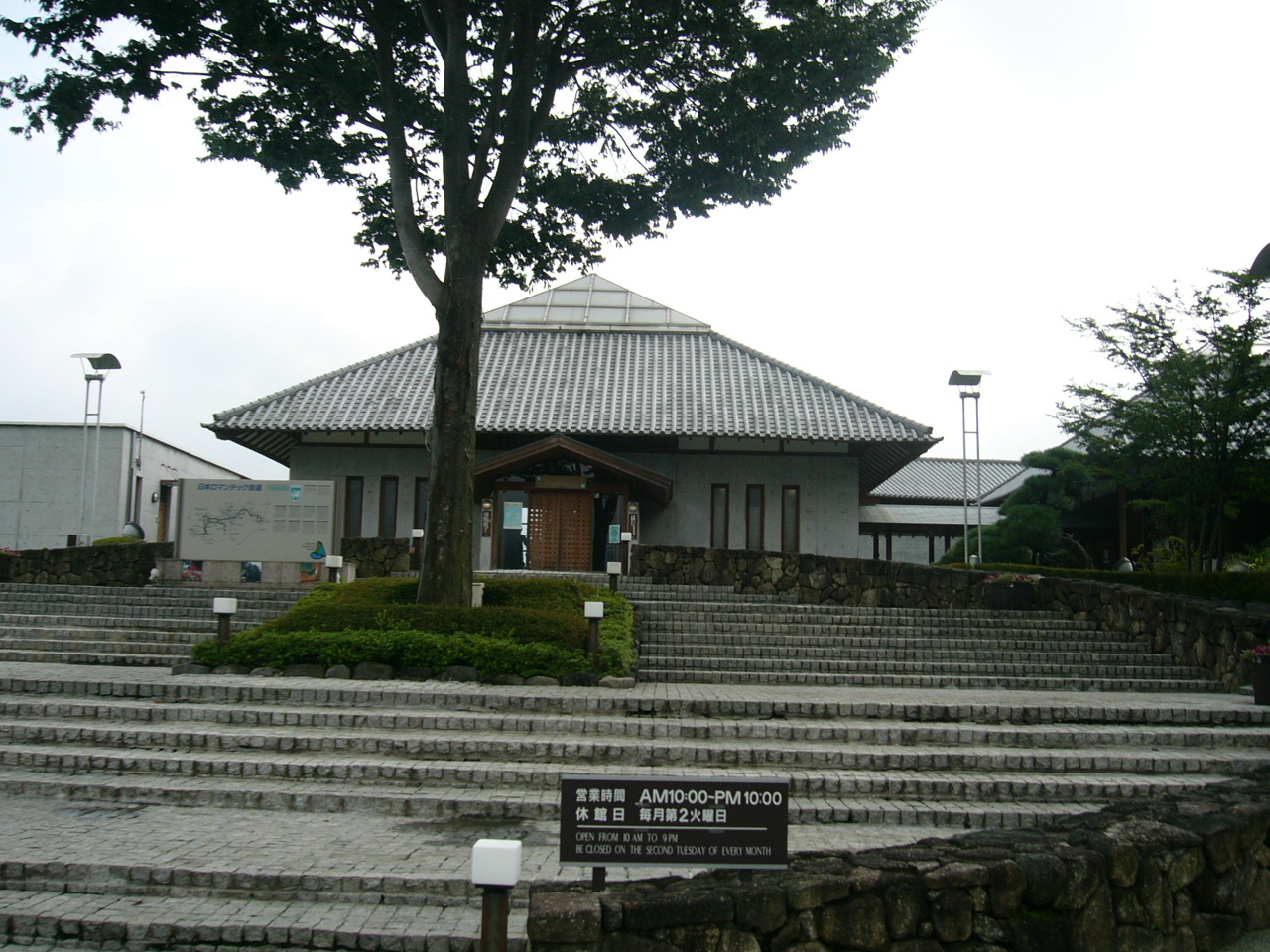
望郷の湯
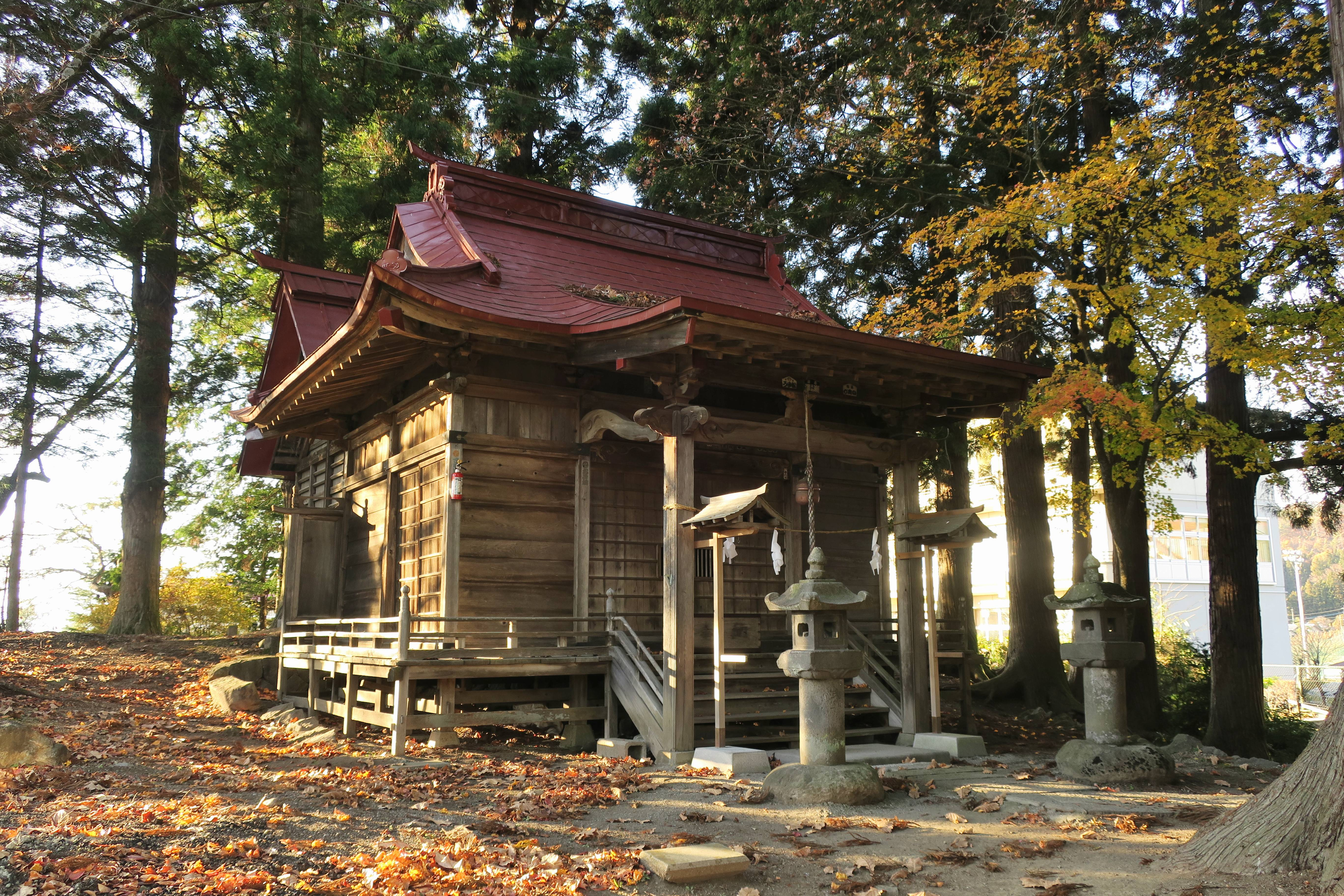
白佐波神社うつぶしの森
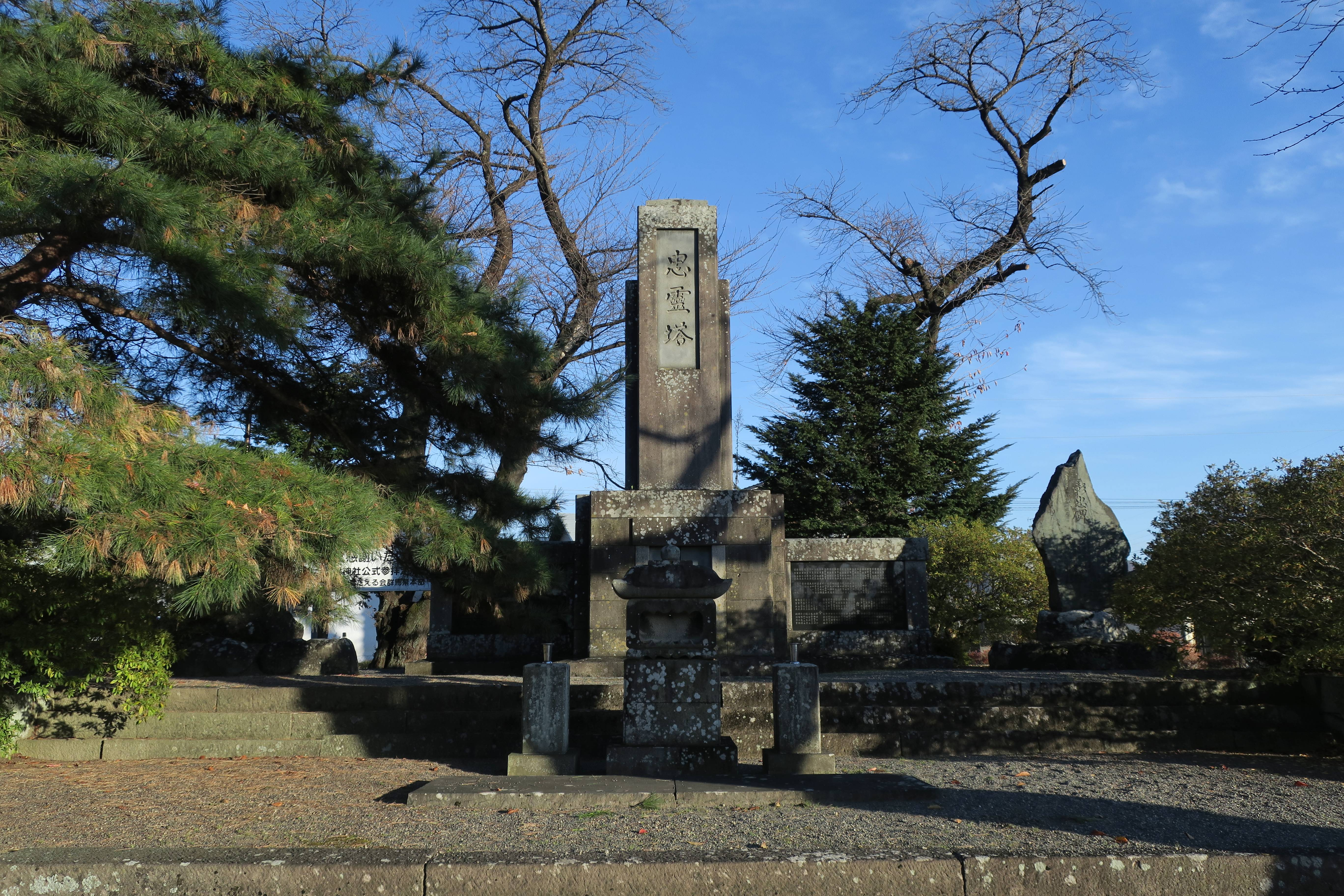
しらさわ平和公園忠霊塔

## 出身有名人
- おのちゅうこう、作家
- 田中朋次郎、競馬騎手・調教師
- 米倉大謙、書道家